# Кантаньеди (Мараньян)

Кантаньеди на карте штата.

Кантаньеди (порт. Cantanhede) — муниципалитет в Бразилии, входит в штат Мараньян. Составная часть мезорегиона Север штата Мараньян. Входит в экономико-статистический микрорегион Итапекуру-Мирин. Население составляет 20 448 человек на 2010 год. Занимает площадь 773,010 км². Плотность населения — 26,45 чел./км².

## Демография
Согласно сведениям, собранным в ходе переписи 2010 г. Национальным институтом географии и статистики (IBGE), население муниципалитета составляет:
| Полное население                               | Полное население                               | Полное население                               | Полное население                               | 20 448 |
| ---------------------------------------------- | ---------------------------------------------- | ---------------------------------------------- | ---------------------------------------------- | ------ |
| в том числе:                                   | Городское население                            | 12 959                                         | Процент городского населения, %                | 63,38  |
|                                                | Сельское население                             | 7489                                           | Процент сельского населения, %                 | 36,62  |
|                                                | Мужское население                              | 10 254                                         | Процент мужского населения, %                  | 50,15  |
|                                                | Женское население                              | 10 194                                         | Процент женского населения, %                  | 49,85  |
| Плотность населения, чел/км²                   | Плотность населения, чел/км²                   | Плотность населения, чел/км²                   | Плотность населения, чел/км²                   | 26,45  |
| Население муниципалитета в % к населению штата | Население муниципалитета в % к населению штата | Население муниципалитета в % к населению штата | Население муниципалитета в % к населению штата | 0,31   |

По данным оценки 2016 года, население муниципалитета составляет 21 464 жителя.

## История
Город основан 24 сентября 1952 года. 

## Статистика
- Валовой внутренний продукт на 2003 год составляет 20 503 571,00 реалов (данные: Бразильский институт географии и статистики).
- Валовой внутренний продукт на душу населения на 2003 год составляет 1156,70 реалов (данные: Бразильский институт географии и статистики).
- Индекс развития человеческого потенциала на 2000 год составляет 0,522 (данные: Программа развития ООН).